# Glacial
Glaciala kallas sådana fenomen och föremål som hör till glaciärer, i synnerhet (den senaste) istiden i Skandinavien och Nordamerika, till exempel geologiska formationer som rullstensåsar. Ordet började användas på 1870-talet då istidens förlopp stod klart för forskarna. Tidigare hade sådana tecken ibland tolkats som "diluvium", den stora översvämningen, alltså syndafloden som den beskrivs i Gamla testamentet. Bland annat antogs på 1700-talet att dinosaurieskelett var lämningar av urtidsdjur som omkommit genom syndafloden.
Exempel på sammansättningar:
- Preglacial, som förekom före (senaste) istiden
- Interglacial, tidsperiod mellan två istider
- Senglacial, som hör till slutet av (senaste) istiden
- Postglacial, som hör till tiden efter senaste istiden
- Glacialflora
- Glacialgeologi
- Glaciallera, lera på sjöbottnar från smältande landisar
- Glacialmorfologi, läran om glaciärers tillväxt och rörelse
- Glacialområde, område som varit täckt av is
- Glacialperiod = glacialtid = istid